# Klasyfikacja nicejska
Klasyfikacja nicejska (ang. International Classification of Goods and Services for the Purposes of the Registration of Marks, Międzynarodowa klasyfikacja towarów i usług dla celów rejestracji znaków) – klasyfikacja zarządzana przez Światową Organizację Własności Intelektualnej, utworzona w celu klasyfikacji towarów i usług na potrzeby rejestracji znaków towarowych.
Została ustanowiona 15 czerwca 1957 r., na Międzynarodowej Konferencji w Nicei. Kraje uczestniczące zobowiązały się do jej stosowania w ramach Porozumienia nicejskiego. Polska przystąpiła do tego porozumienia w 1997 roku.

## Zastosowanie
Klasyfikacja towarów i usług pełni funkcję pomocniczą. Podział na klasy jest stosowany w celu:
- uproszczenia procesu rejestracji znaków towarowych;
- ułatwienia wyszukiwania potencjalnie kolizyjnych znaków przed ich zgłoszeniem;
- umożliwienia monitorowania znaków w kontekście obserwacji konkurencji.

Dla każdej klasy towarowej wskazanej we wniosku o rejestrację znaku towarowego należy uiścić opłatę urzędową. Wysokość tej opłaty nie jest uzależniona od liczby pojęć wybranych w ramach danej klasy.
Po dokonaniu zgłoszenia, nie ma możliwości rozszerzenia zakresu ochrony, ani poprzez dodawanie dodatkowych klas, ani przez wprowadzanie nowych pojęć w obrębie już wybranej klasy. Listę towarów i usług podaną w zgłoszeniu można jedynie zawęzić.
Tworząc wykaz towarów i usług, należy uważać, aby nie wejść w zakres prawa przysługującego innym już zarejestrowanym znakom towarowym. W przeciwnym razie uprawniony z wcześniejszej rejestracji, może złożyć sprzeciw albo po czasie wnieść o unieważnienie takiego prawa.
Przy ocenie podobieństwa towarów i usług należy wziąć pod uwagę wszystkie istotne czynniki dotyczące tych samych towarów lub usług. Czynniki te obejmują między innymi ich charakter, użytkowników końcowych i sposób użycia oraz to czy konkurują ze sobą, czy też się uzupełniają.
Towary lub usługi są względem siebie podobne, gdy ich przeciętny odbiorca, jako osoba właściwie poinformowana, uważna i racjonalna, może przyjąć, przy założeniu opatrzenia ich identycznym oznaczeniem o odpowiedniej rozpoznawalności w obrocie, że towary pochodzą z tego samego przedsiębiorstwa lub z przedsiębiorstw, które pozostają ze sobą w stosunkach gospodarczych.
Kolizyjne mogą być nie tylko podobne znaki towarowe z tej samej klasy, ale również te obejmujące inne klasy, o ile opisane w nich pojęcia są zbliżone do oferowanych przez zgłaszającego. Np. buty (klasa 25) oraz usługa sprzedaży butów (35). Może wystąpić również odwrotna sytuacja, gdzie pojęcia z tej samej klasy nie będą względem siebie podobne.

## Podział na klasy
W dniu 01.01.2023 r. weszła w życie 12 wersja Klasyfikacji Nicejskiej.
W klasyfikacji wyróżniamy 45 klas podzielonych na:
- klasy towarowe (obejmujące klasy od 1 do 34);
- klasy usługowe (obejmujące klasy od 35 do 45).

Każda z tych klas posiada nagłówki opisujące ogólną charakterystykę towarów lub usług. W ramach poszczególnych klas znajdują się pojęcia, które dokładnie określają rodzaj oferowanych towarów lub usług.
Według raportu Urzędu Patentowego Rzeczypospolitej Polskiej z 2022 roku, klasy związane z reklamą (klasa 35) oraz edukacją (klasa 41) cieszyły się największym uznaniem wśród zgłaszających. Z kolei klasy 15 - odnosząca się do instrumentów muzycznych oraz 23 - związana z przędzą i nićmi, odnotowały najniższą liczbę zgłoszeń.
| Klasa | Wykaz terminów |
| ----- | --- |
| 1     | Produkty chemiczne przeznaczone dla przemysłu, nauki, fotografii jak również rolnictwa, ogrodnictwa i leśnictwa; Żywice syntetyczne w stanie surowym, tworzywa sztuczne w stanie surowym; Mieszanki gaśnicze i przeciwpożarowe; Preparaty do hartowania i lutowania; Substancje do garbowania skór zwierzęcych; Kleje (spoiwa) przeznaczone dla przemysłu; Kity i inne pasty do wypełniania; Kompost, nawozy; Preparaty biologiczne do użytku w przemyśle i nauce |
| 2     | Farby, pokosty, lakiery; Środki zapobiegające korozji i zabezpieczające drewno; Koloranty, barwniki; Tusze do drukowania, znakowania i rytowania; Żywice naturalne w stanie surowym; Metale w postaci folii i proszku do użytku w malowaniu, dekorowaniu, drukowaniu i sztuce |
| 3     | Kosmetyki nielecznicze i preparaty toaletowe; Nielecznicze środki do czyszczenia zębów; Produkty perfumeryjne, olejki eteryczne; Środki wybielające i inne substancje stosowane w praniu; Środki do czyszczenia, polerowania, szorowania i ścierania |
| 4     | Oleje i smary przemysłowe, wosk; Smary; Mieszaniny pochłaniające kurz, nawilżające i wiążące; Paliwa (również benzyna) i materiały oświetleniowe; Świece i knoty do oświetlenia |
| 5     | Produkty farmaceutyczne, preparaty medyczne i weterynaryjne; Środki sanitarne do celów medycznych; Dietetyczna żywność i substancje dostosowane do użytku leczniczego lub weterynaryjnego, żywność dla niemowląt; Suplementy diety dla ludzi i zwierząt; Plastry, materiały opatrunkowe; Materiały do plombowania zębów, woski dentystyczne; Środki odkażające; Środki do zwalczania robactwa; Fungicydy, herbicydy |
| 6     | Metale nieszlachetne i ich stopy, rudy; Materiały metalowe do celów budowlanych; Przenośne metalowe konstrukcje budowlane; Przewody nieelektryczne i druty z metali nieszlachetnych; Drobne wyroby metalowe; Pojemniki metalowe do przechowywania lub transportu; Kasy pancerne |
| 7     | Maszyny, obrabiarki, narzędzia napędzane silnikowo; Silniki (z wyjątkiem stosowanych w pojazdach lądowych); Mechanizmy sprzęgania i napędu (z wyjątkiem stosowanych do pojazdów lądowych); Narzędza rolnicze, inne niż narzędzia ręczne; Inkubatory do jaj; Automaty sprzedające |
| 8     | Narzędzia i przyrządy ręczne (o napędzie ręcznym); Sztućce; Broń boczna, z wyjątkiem broni palnej; Ostrza (maszynki do golenia) |
| 9     | Urządzenia i przyrządy naukowe, badawcze, nawigacyjne, geodezyjne, fotograficzne, kinematograficzne, audiowizualne, optyczne, wagowe, pomiarowe, sygnalizacyjne, testujące, kontrolne, do wykrywania, ratowania życia i do celów dydaktycznych; Urządzenia i przyrządy do przewodzenia, przełączania, przekształcania, gromadzenia, sterowania i regulacji energii elektrycznej; Urządzenia i przyrządy do nagrywania, transmisji, reprodukcji lub przetwarzania dźwięku, obrazu lub danych; Nagrane media i media do pobrania, oprogramowanie komputerowe, czyste cyfrowe lub analogowe media do nagrywania i przechowywania danych; Mechanizmy do urządzeń uruchamianych przez wrzucenie monety; Kasy rejestrujące, urządzenia liczące; Komputery i peryferyjne urządzenia komputerowe; Skafandry dla nurków, maski do nurkowania, zatyczki do uszu do nurkowania, zaciski do nosa dla nurków i pływaków, rękawice dla nurków, aparaty tlenowe do pływania podwodnego; Urządzenia do gaszenia ognia |
| 10    | Urządzenia i przyrządy chirurgiczne, medyczne, stomatologiczne i weterynaryjne; Protezy kończyn, oczu i zębów; Artykuły ortopedyczne; Materiały do zszywania stosowane w chirurgii; Urządzenia terapeutyczne i wspomagające przystosowane do potrzeb osób niepełnosprawnych; Urządzenia do masażu; Urządzenia, przyrządy i artykuły do opieki nad niemowlętami; Urządzenia, przyrządy i artykuły związane z aktywnością seksualną |
| 11    | Urządzenia i instalacje do oświetlania, ogrzewania, chłodzenia, wytwarzania pary, gotowania, suszenia, wentylacji, zaopatrzenia w wodę oraz do celów sanitarnych |
| 12    | Pojazdy; Urządzenia służące do poruszania się na lądzie, w powietrzu lub wodzie |
| 13    | Broń palna; Amunicja i pociski; Materiały wybuchowe; Sztuczne ognie |
| 14    | Metale szlachetne i ich stopy; Wyroby jubilerskie, kamienie szlachetne i półszlachetne; Przyrządy zegarmistrzowskie i chronometryczne |
| 15    | Instrumenty muzyczne; Statywy do nut i stojaki do instrumentów muzycznych; Batuty dyrygenckie |
| 16    | Papier i karton; Druki; Materiały introligatorskie; Fotografie; Artykuły piśmienne i biurowe, z wyjątkiem mebli; Kleje do celów biurowych lub domowych; Materiały do rysowania i materiały dla artystów; Pędzle do malowania; Materiały szkoleniowe i dydaktyczne; Arkusze, folie i torby z tworzyw sztucznych do owijania i pakowania; Czcionki drukarskie, matryce do druku ręcznego |
| 17    | Nieprzetworzone i półprzetworzone kauczuk, gutaperka, guma, azbest, mika i imitacje tych materiałów; Tworzywa sztuczne i żywice w wytłoczonej formie do użytku w produkcji; Materiały uszczelniające, wypełniające i izolacyjne; Elastyczne rury, rurki i przewody giętkie, niemetalowe |
| 18    | Skóra i imitacje skóry; Skóry zwierzęce; Walizki i torby; Parasolki i parasole; Laski; Bicze, uprzęże i wyroby rymarskie; Obroże, smycze i ubrania dla zwierząt |
| 19    | Materiały, niemetalowe, do użytku w budownictwie; Rury sztywne, niemetalowe, do użytku w budownictwie; Asfalt, smoła i bitumy; Budynki przenośne, niemetalowe; Pomniki niemetalowe |
| 20    | Meble, lustra, ramki obrazów; Pojemniki, niemetalowe, do przechowywania lub transportu; Nieprzetworzone lub półprzetworzone kość, róg, fiszbin lub macica perłowa; Muszle; Pianka morska; Żółty bursztyn |
| 21    | Przybory oraz pojemniki kuchenne i gospodarstwa domowego; Przybory kuchenne i zastawa stołowa z wyjątkiem widelców, noży i łyżek; Grzebienie i gąbki; Pędzle (z wyjątkiem pędzli malarskich); Materiały do wytwarzania pędzli; Sprzęt do czyszczenia; Nieprzetworzone lub półprzetworzone szkło, z wyjątkiem szkła stosowanego w budownictwie; Wyroby szklane, porcelanowe i ceramiczne |
| 22    | Liny i sznury; Sieci; Namioty i plandeki; Markizy z materiałów tekstylnych lub syntetycznych; Żagle; Torby do transportu i przechowywania materiałów luzem; Materiały na obicia, do wyściełania i wypełniania, z wyjątkiem papieru, tektury, gumy lub tworzyw sztucznych; Nieprzetworzone tekstylne materiały włókiennicze i ich zamienniki |
| 23    | Przędza i nici dla włókiennictwa |
| 24    | Tekstylia i imitacje tekstyliów; Bielizna stołowa i pościelowa; Zasłony z materiałów tekstylnych lub tworzyw sztucznych |
| 25    | Odzież, obuwie, nakrycia głowy |
| 26    | Koronki, sploty i hafty oraz wstążki i kokardy pasmanteryjne; Guziki, haczyki i oczka, szpilki i igły; Sztuczne kwiaty; Ozdoby do włosów; Sztuczne włosy |
| 27    | Dywany, chodniki (kilimy), maty i słomianki, linoleum i inne materiały do pokrywania podłóg; Draperie ścienne, nietekstylne |
| 28    | Gry, zabawki i przedmioty do zabawy; Sprzęt do gier wideo; Artykuły gimnastyczne i sportowe; Ozdoby choinkowe |
| 29    | Mięso, ryby, drób, dziczyzna; Ekstrakty mięsne; Konserwowane, mrożone, suszone i gotowane owoce i warzywa; Galaretki, dżemy, kompoty; Jaja; Mleko, ser, masło, jogurt i inne produkty mleczne; Oleje i tłuszcze jadalne |
| 30    | Kawa, herbata, kakao i ich substytuty; Ryż, makaron i kluski; Tapioka i sago; Mąka i produkty zbożowe; Chleb, wyroby cukiernicze i słodycze; Czekolada; Lody, sorbety i inne jadalne lody; Cukier, miód, melasa (syropy); Drożdże, proszek do pieczenia; Sól, przyprawy, przyprawy korzenne, zioła suszone; Ocet, sosy i inne przyprawy; Lód [zamrożona woda] |
| 31    | Surowe i nieprzetworzone produkty rolne, ogrodnicze, leśne i z zakresu akwakultury; Surowe i nieprzetworzone ziarna i nasiona; Świeże owoce i warzywa, świeże zioła; Naturalne rośliny i kwiaty; Cebulki, rozsady i nasiona do sadzenia; Żywe zwierzęta; Żywność i napoje dla zwierząt; Słód |
| 32    | Piwo; Napoje bezalkoholowe; Wody mineralne i gazowane; Napoje owocowe i soki owocowe; Syropy i inne preparaty do produkcji napojów bezalkoholowych |
| 33    | Napoje alkoholowe, z wyjątkiem piwa; Preparaty alkoholowe do sporządzania napojów |
| 34    | Tytoń i substytuty tytoniu; Papierosy i cygara; Papierosy elektroniczne i rozpylacze doustne dla palaczy; Przybory dla palaczy; Zapałki |
| 35    | Reklama; Zarządzanie, organizacja i administracja w biznesie; Prace biurowe |
| 36    | Usługi finansowe, monetarne i bankowe; Usługi ubezpieczeniowe; Usługi związane z majątkiem nieruchomym |
| 37    | Usługi budowlane; Usługi instalacyjne i naprawcze; Prace wydobywcze, odwierty ropy naftowej i gazu |
| 38    | Usługi telekomunikacyjne |
| 39    | Transport; Pakowanie i składowanie towarów; Organizowanie podróży |
| 40    | Obróbka materiałów; Recykling odpadów i śmieci; Oczyszczanie powietrza i oczyszczanie wody; Drukowanie; Konserwowanie napojów i żywności |
| 41    | Nauczanie; Kształcenie; Rozrywka; Działalność sportowa i kulturalna |
| 42    | Naukowe i techniczne usługi i badania oraz ich projektowanie; Analiza przemysłowa, badania przemysłowe i usługi w zakresie projektowania przemysłowego; Usługi kontroli jakości i uwierzytelniania; Projektowanie i rozwój komputerowego sprzętu i oprogramowania |
| 43    | Usługi zaopatrzenia w żywność i napoje; Tymczasowe zakwaterowanie |
| 44    | Usługi medyczne; Usługi weterynaryjne; Usługi w zakresie higieny i urody dla ludzi i zwierząt; Usługi w zakresie rolnictwa, akwakultury, ogrodnictwa i leśnictwa |
| 45    | Usługi prawne; Usługi w zakresie zapewnienia bezpieczeństwa i ochrony osób i mienia; Prywatne i społeczne usługi świadczone przez osoby trzecie w celu zaspokojenia potrzeb poszczególnych osób |